# دوري كرة القاعدة الرئيسي 2014
دوري كرة القاعدة الرئيسي 2014 (بالإنجليزية: 2014 Major League Baseball season)‏ هو الموسم 112 من  دوري كرة القاعدة الرئيسي. أقيم خلال الفترة 2014 وحتى 29 أكتوبر 2014، والذي يشرف على تنظيمه دوري كرة القاعدة الرئيسي، وكان عدد الأندية المشاركة فيه  30، وفاز فيه سان فرانسيسكو جاينتس.